# كارول واتسون رانكين
كارول واتسون رانكين (بالإنجليزية: Carroll Watson Rankin)‏ (11 مايو 1864، ماركيت في الولايات المتحدة - 13 أغسطس 1945)؛ روائية أمريكية.